# ユナリ
ユナリは、台湾のオートバイメーカーである。

## 概要
元々はスクーター向けのタイヤメーカーとして創業し、1995年には汎用エンジン製造にも着手し、1999年にオリジナルのATVを開発した。